# O scrisoare de la Muselim Selo
O scrisoare de la Muselim Selo este o poezie scrisă de George Coșbuc sub forma unei scrisori de la un soldat român pe nume Ion, ce era staționat la Muselim-Selo (actual comuna Muselievo, în apropierea orașului românesc Turnu Măgurele, peste Dunăre, în Bulgaria)
În localitatea respectivă nu s-au dat lupte importante, dar staționau trupe românești care participau la asediul Plevnei.
Acesta îi adresează scrisoarea mamei sale, careia îi povestește greutățile prin care trece în război, și îi cere mamei sale să îi îndeplinească dorințele, până va reveni acasă.
În ultima strofă, cel care a scris scrisoarea dupa cum i-a dictat soldatul, îi dă vestea rea bătrânei, cea că soldatul s-a stins din viață.
```
"Asa mi-a spus Ion sa-ti scriu, Iubeasca-ti-l pamantul, c-am tot lasat cat a fost viu, Si-mi tin acum cuvantul. Sa te mangaie Dumneze, C-asa e la bataie , Si-am scris aceasta carte eu, Caprarul Nicolae "
[
necesită
 
citare
]
```